# Сиуч (железнодорожная станция, Вологодская область)
Сиуч — населённый пункт (тип: железнодорожная станция) в Бабаевском районе Вологодской области, посёлок при станции Сиуч участка Вологда — Санкт-Петербург. Входит в состав Сиучского сельского поселения, с точки зрения административно-территориального деления — в Сиучский сельсовет.

## География
Расположена на правом берегу реки Колпь. Расстояние по автодороге до районного центра Бабаево — 34 км, до центра муниципального образования деревни Заполье — 1 км.
Ближайшие населённые пункты — Заполье, Ольховик, Сиуч.

## История
Посёлок появился при строительстве железной дороги и станции. 
В 1912 году на ж.д. ст. Сиуч (Боровская волость Белозерский уезд Новгородской губернии) находилось 5 дворов, на которых имелось 4 жилых строения. На станции проживали семьи работников железной дороги — 43 человека, из них 23 мужского пола и 20 женского. На ж. д. станции имелся телеграф. Рядом располагалась деревня с аналогичным названием, в которой проживало 502 человека. 

## Население
| 2002 | 2010 |
| ---- | ---- |
| 24   | ↘16  |

По переписи 2002 года население — 24 человека (12 мужчин, 12 женщин). Всё население — русские.

## Инфраструктура
Путевое хозяйство. Действует железнодорожная станция Сиуч.

## Транспорт
Автомобильный и железнодорожный транспорт.